# Ходель
Ходель (пол. Chodel) — село в Польщі, у гміні Ходель Опольського повіту Люблінського воєводства.
Населення — 1461 особа (2011).

## Демографія
Демографічна структура станом на 31 березня 2011 року:
|          | Загалом | Допрацездатний вік | Працездатний вік | Постпрацездатний вік |
| -------- | ------- | ------------------ | ---------------- | -------------------- |
| Чоловіки | 715     | 172                | 478              | 65                   |
| Жінки    | 746     | 156                | 449              | 141                  |
| Разом    | 1461    | 328                | 927              | 206                  |